# ببريان كولولا
ببريان كولولا (بالإسبانية: Bryan Colula)‏ (6 أبريل 1996 في المكسيك - ) هو لاعب كرة قدم مكسيكي في مركز الدفاع. لعب مع نادي أمريكا.

## وصلات خارجية
- ببريان كولولا على موقع قاعدة بيانات كرة القدم.إي يو (الإنجليزية)
- ببريان كولولا على موقع Soccerway.com (الإنجليزية)
- ببريان كولولا على موقع AS.com (الإسبانية)